# Leptotarsus mixtus
Leptotarsus mixtus är en tvåvingeart som beskrevs av Hynes 1993. Leptotarsus mixtus ingår i släktet Leptotarsus och familjen storharkrankar. Inga underarter finns listade i Catalogue of Life.